# Hochberg (Schwäbische Alb)
Der Hochberg ist ein 1008,9 m ü. NHN hoher Berg am Südwestrand der Schwäbischen Alb zwischen Deilingen und Wehingen in Baden-Württemberg. Der Gipfel liegt auf der Gemarkung des Deilinger Ortsteils Delkhofen.
Der Hochberg ist der dritthöchste Berg der Schwäbischen Alb nach dem Lemberg (1015,7 m ü. NHN) und dem Oberhohenberg (1009,6 m ü. NHN) und gehört zur Region der zehn Tausender. Wie die beiden eng benachbarten Berge Lemberg im Süden und Oberhohenberg im Norden liegt der Hochberg auf der Europäischen Hauptwasserscheide, die die Einzugsgebiete von Rhein und Donau trennt. Gemeinsam bilden die drei Gipfel ein zusammenhängendes Bergmassiv.

## Aufstieg
Der Berg ist über den Schwäbische-Alb-Nordrand-Weg (HW 1 mit rotem Dreieck) erreichbar. Der Weg zwischen dem Oberhohenberg und dem Hochberg verlief ehemals entlang der Kante des Steilhanges, des so genannten Albtraufs. Um Abstürze zu vermeiden, wurde die Wegführung jedoch inzwischen etwas geändert, Absicherungsseile oder Zäune gibt es aber auch hier nicht. Der Gipfel ist zwar bewaldet, jedoch bietet die vegetationsarme Steilkante trotzdem eine gute Sicht nach Westen auf das Albvorland und dem Schwarzwald, nach Süden auf die Nordflanke des Lembergs.

## Wunderfichte
Am südlichen Fuße des Hochbergs bei Gosheim stehen die Reste des Wunderfichte genannten Naturdenkmals. Ein Großteil der Kandelaberfichte wurde bei einem Sturm im Jahre 2005 zerstört, nur der mächtige, mehrfach geteilte Stamm ist noch vorhanden.

## Galerie

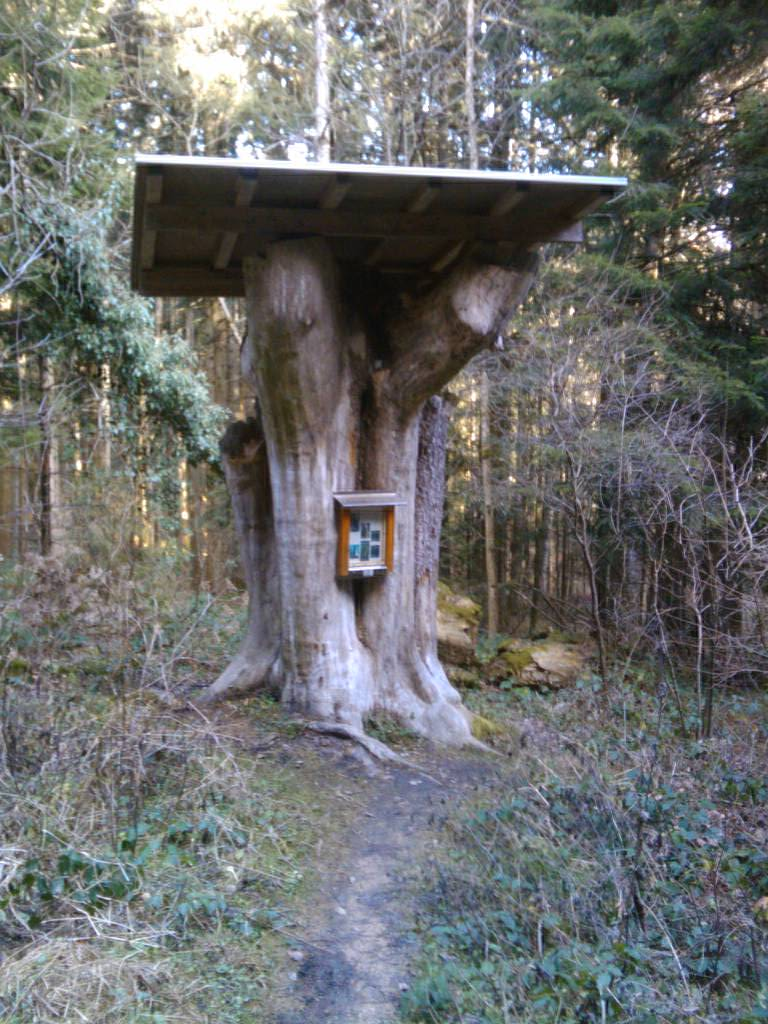
Reste der Wunderfichte am Nordhang des Hochbergs